# Pałac w Antoninie
Pałac myśliwski książąt Radziwiłłów w Antoninie – pałac myśliwski zbudowany w latach 1822–1824 przez Karla Friedricha Schinkla dla księcia Antoniego Radziwiłła.
Pałac jest drewniany, oszalowany, na podmurówce, zbudowany na planie krzyża greckiego – korpus główny o kształcie oktagonalnym, do którego dobudowano cztery niższe skrzydła. Elewacja pomalowana jest na kolor tzw. żółci cesarskiej (niem.  Kaisergelb). Całe wnętrze korpusu głównego zajmuje wielka, trójkondygnacyjna sala o ozdobnym stropie, wsparta na filarze mieszczącym przewody kominowe z kominków, przyozdobiona trofeami myśliwskimi. Dawniej odbywały się w niej koncerty. Jedno ze skrzydeł mieści klatkę schodową wiodącą na wewnętrzne balkony, prowadzące do pokoi mieszkalnych w pozostałych trzech skrzydłach.
Gościem Antoniego Radziwiłła w Antoninie był Fryderyk Chopin (dwukrotnie, w 1827 i 1829). Na elewacji pałacu znajduje się tablica upamiętniająca te wizyty, a przy wejściu na teren pałacowy umiejscowiony jest pomnik kompozytora. W latach 1939–1944 pałac był własnością Adolfa Hitlera po podarowaniu go w 1939 roku przez ówczesnego właściciela, księcia Michała Radziwiłła.
Po zakończeniu II wojny światowej do 1974 roku stał opuszczony. Remont przeprowadzono latach 1975–1978 staraniem Jerzego Waldorffa, obecnie hotel i restauracja. Nagrodzony za renowację nagrodą Europa Nostra’ 94.
Wokół rozległy park w stylu angielskim ze stawem i pomnikowymi drzewami. Na środku stawu, na wysepce, znajduje się wykonany z białego marmuru nagrobek córek Antoniego Radziwiłła – Fryderyki Heleny i Luizy.
W pobliżu także zabytkowe zabudowania utrzymane w stylu tyrolskim.
Miejsce koncertów Międzynarodowego Festiwalu „Chopin w barwach jesieni”.

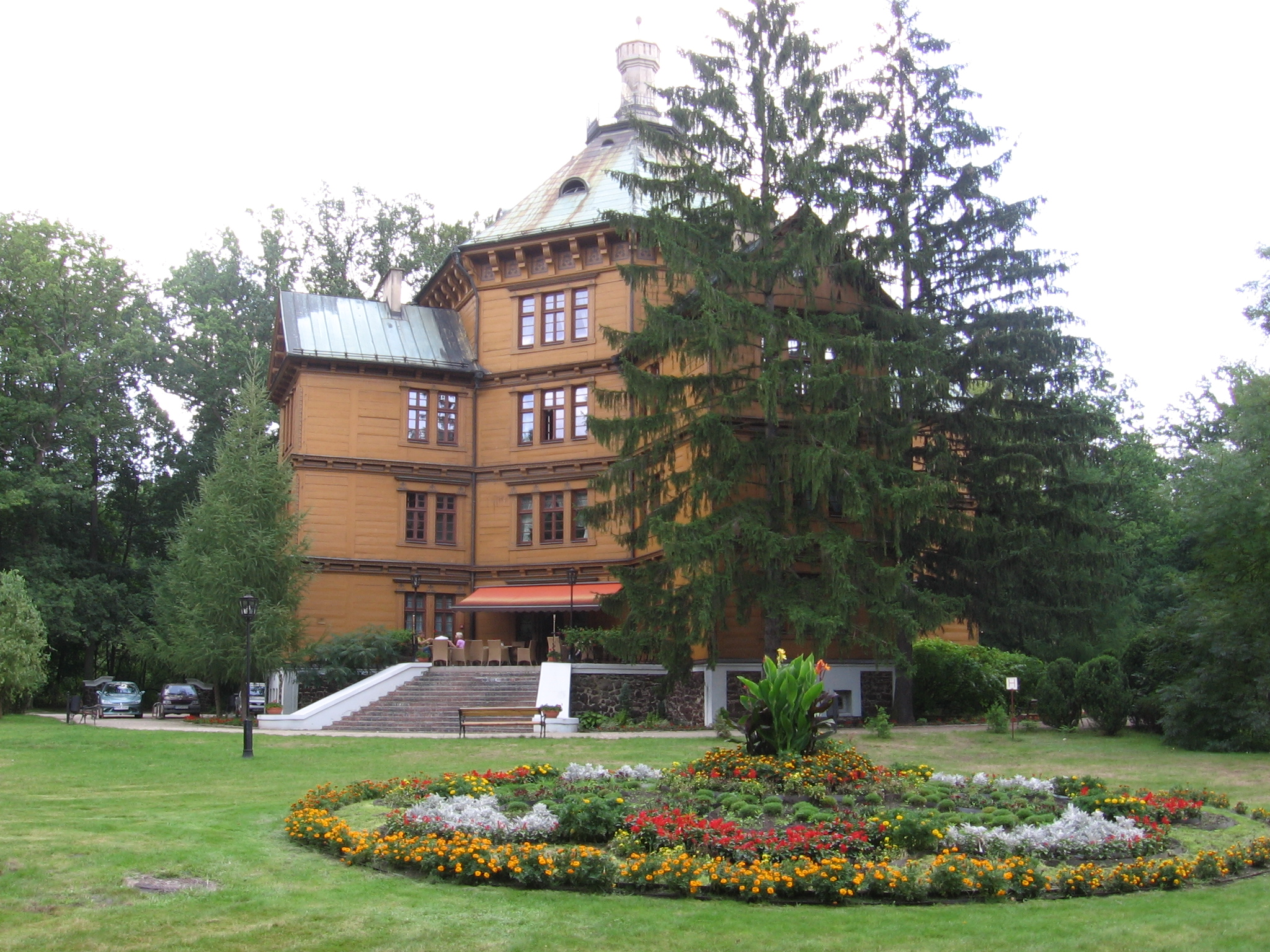
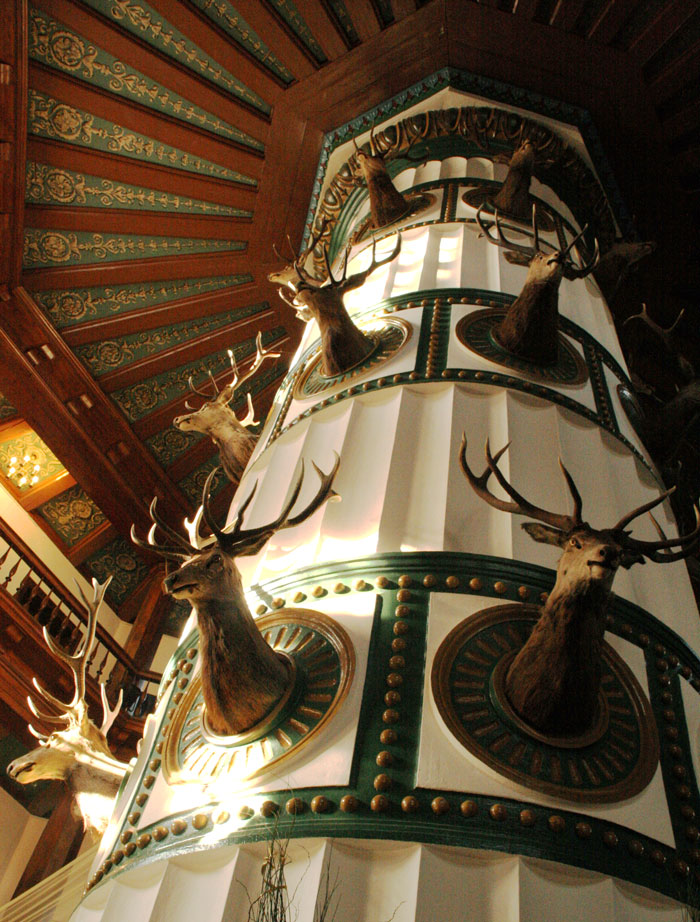
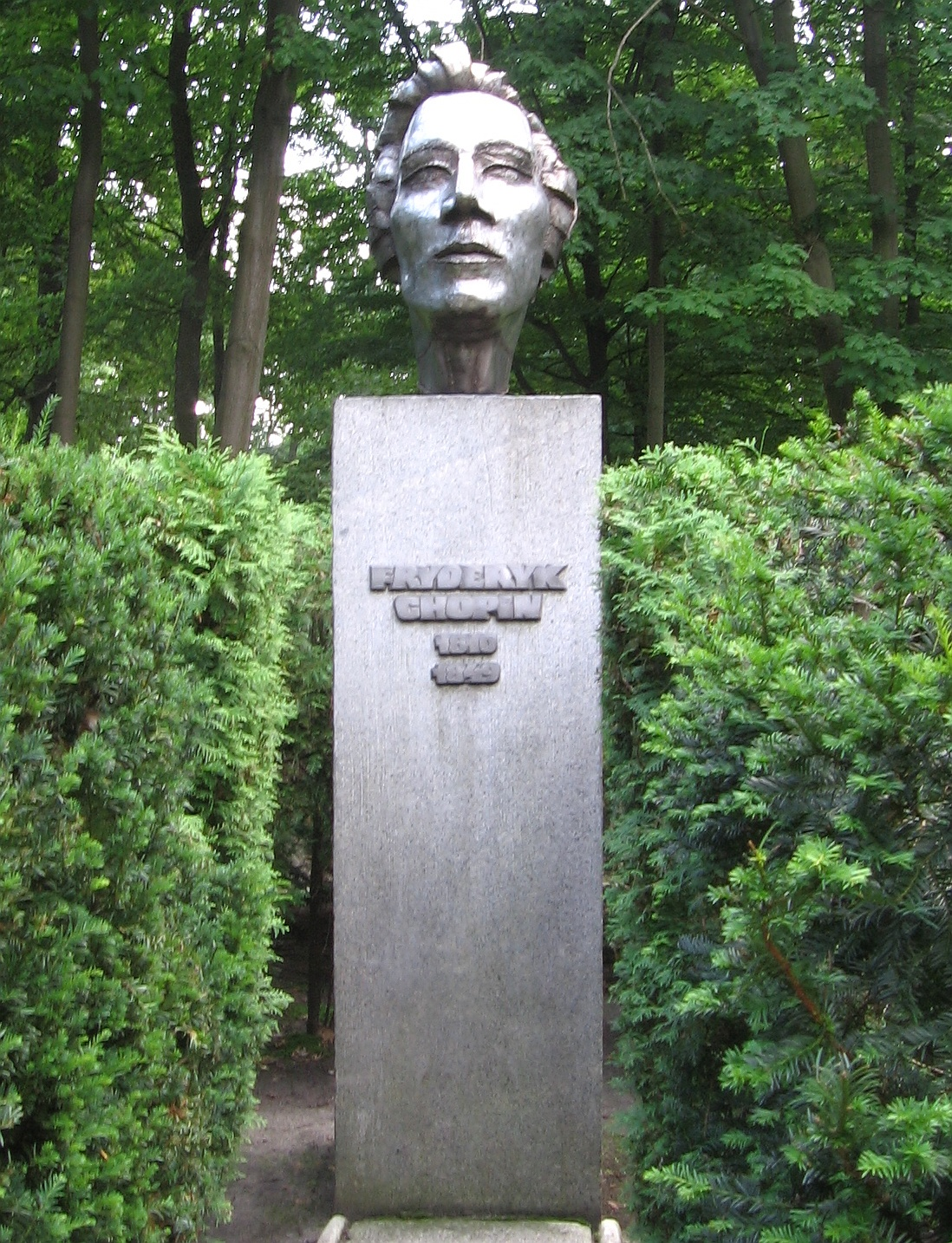
Pomnik Fryderyka Chopina
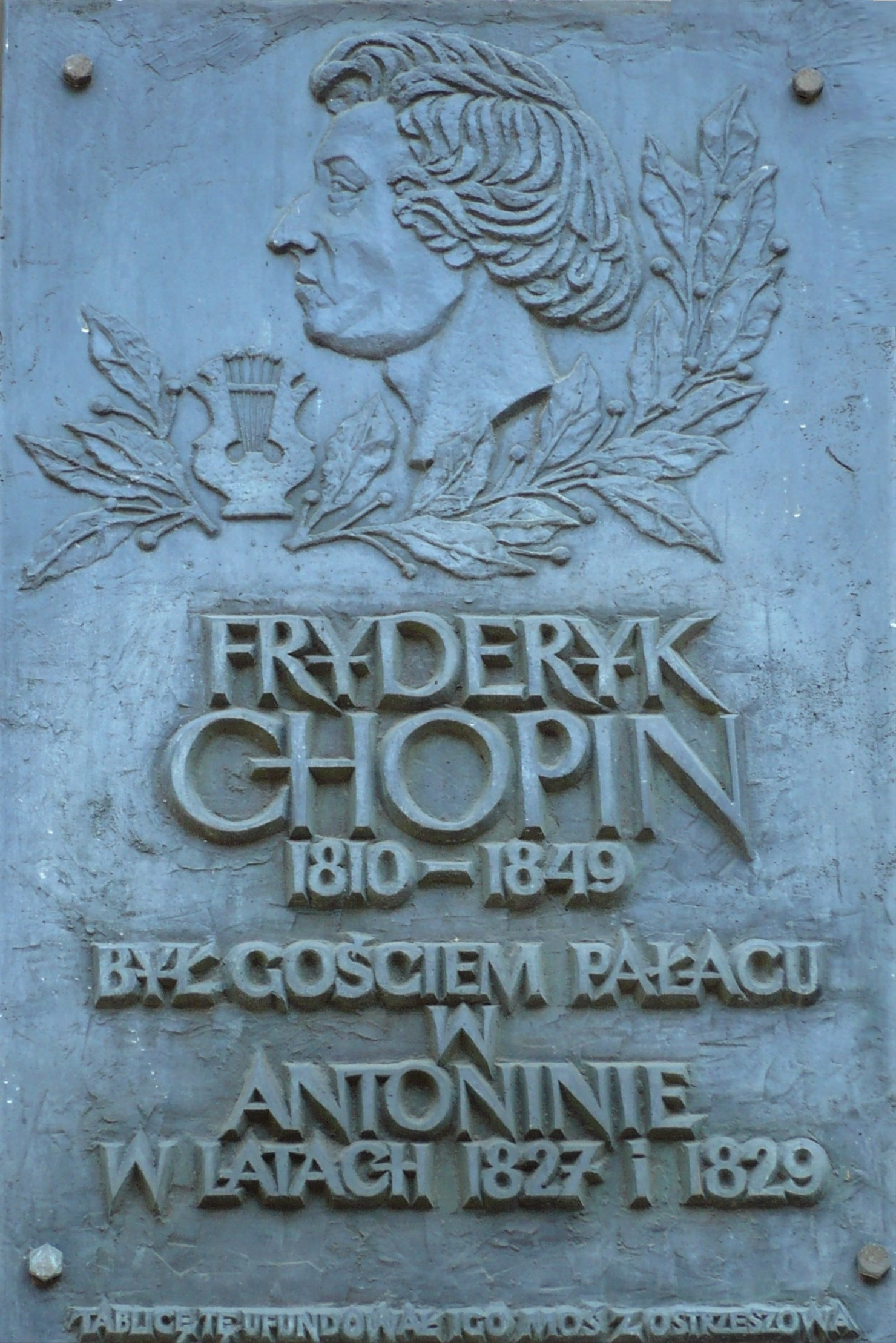
Tablica – Fryderyk Chopin